# Gigantochloa
Gigantochloa is een geslacht van de tribus Bambuseae uit de grassenfamilie (Poaceae). De naam komt van het Griekse 'gigas' (gigantisch) en 'chloa' (gras). De ongeveer 30 soorten van dit geslacht komen voor in Zuidoost-Azië.